# Плавание на летних Олимпийских играх 1936
Соревнования по плаванию на летних Олимпийских играх 1936 года проводились как среди мужчин, так и среди женщин.

## Общий медальный зачёт
| Место | Страна     | Золото | Серебро | Бронза | Всего |
| ----- | ---------- | ------ | ------- | ------ | ----- |
| 1     | Япония     | 4      | 2       | 5      | 11    |
| 2     | Нидерланды | 4      | 1       | 0      | 5     |
| 3     | США        | 2      | 3       | 3      | 8     |
| 4     | Венгрия    | 1      | 0       | 1      | 2     |
| 5     | Германия   | 0      | 3       | 1      | 4     |
| 6     | Дания      | 0      | 1       | 1      | 2     |
| 7     | Аргентина  | 0      | 1       | 0      | 1     |
|       |            |        |         |        |       |
| Всего | Всего      | 11     | 11      | 11     | 33    |

## Медалисты

### Мужчины
| Дисциплина                      | Золото                                                               | Серебро                                                        | Бронза                                                               |
| ------------------------------- | -------------------------------------------------------------------- | -------------------------------------------------------------- | -------------------------------------------------------------------- |
| 100 м вольным стилем            | Ференц Чик Венгрия                                                   | Масанори Юса Япония                                            | Сигэо Араи Япония                                                    |
| 400 м вольным стилем            | Джек Медика США                                                      | Сюмпэй Уто Япония                                              | Сёдзо Макино Япония                                                  |
| 1500 м вольным стилем           | Нобору Тэрада Япония                                                 | Джек Медика США                                                | Сюмпэй Уто Япония                                                    |
| 100 м на спине                  | Адольф Кифер США                                                     | Альберт Ванде Веге США                                         | Масадзи Киёкава Япония                                               |
| 200 м брассом                   | Тэцуо Хамуро Япония                                                  | Эрвин Зитас Германия                                           | Коикэ Рэйдзо Япония                                                  |
| эстафета 4×200 м вольным стилем | Япония · Сигэо Араи · Сигэо Сугиура · Масахару Тагути · Масанори Юса | США · Ральф Флэнэгэн · Джон Масионис · Джек Медика · Пол Вольф | Венгрия · Ференц Чик · Арпад Лендьель · Оскар Абай-Немеш · Эдён Гроф |

### Женщины
| Дисциплина                      | Золото                                                                                | Серебро                                                                    | Бронза                                                        |
| ------------------------------- | ------------------------------------------------------------------------------------- | -------------------------------------------------------------------------- | ------------------------------------------------------------- |
| 100 м вольным стилем            | Ри Мастенбрук Нидерланды                                                              | Дженетт Кэмпбелл Аргентина                                                 | Гизела Арендт Германия                                        |
| 400 м вольным стилем            | Ри Мастенбрук Нидерланды                                                              | Рагнхильд Хвегер Дания                                                     | Ленора Кайт США                                               |
| 100 м на спине                  | Нида Сенфф Нидерланды                                                                 | Ри Мастенбрук Нидерланды                                                   | Элис Бриджес США                                              |
| 200 м брассом                   | Хидэко Маэхата Япония                                                                 | Марта Гененгер Германия                                                    | Инге Сёренсен Дания                                           |
| Эстафета 4×100 м вольным стилем | Нидерланды · Виллементье ден Ауден · Ри Мастенбрук · Йоханна Селбах · Катарина Вагнер | Германия · Гизела Арендт · Рут Хальбсгут · Магдалена Ломар · Ингеборг Шмиц | США · Мэвис Фримен · Бернис Лэпп · Олайв Маккин · Кэтрин Ролз |